# Laval-Saint-Roman
Laval-Saint-Roman is een gemeente in het Franse departement Gard (regio Occitanie) en telt 201 inwoners (1999). De plaats maakt deel uit van het arrondissement Nîmes.

## Geografie
De oppervlakte van Laval-Saint-Roman bedraagt 10,3 km², de bevolkingsdichtheid is 19,5 inwoners per km².
De onderstaande kaart toont de ligging van Laval-Saint-Roman met de belangrijkste infrastructuur en aangrenzende gemeenten.

## Demografie
Onderstaande figuur toont het verloop van het inwonertal (bron: INSEE-tellingen).
1. ↑  Populations de référence 2022.